# Pirambu
Pirambu is een gemeente in de Braziliaanse deelstaat Sergipe. De gemeente telt 8.608 inwoners (schatting 2009).